# Die Toten Ärzte
Die Toten Ärzte ist eine Coverband aus Hamburg, die 1999 gegründet wurde. Sie spielt hauptsächlich Lieder der Punkbands Die Toten Hosen und Die Ärzte.

## Bandgeschichte
Die Band wurde 1999 gegründet und tritt seit diesem Zeitpunkt bei Events, Festivals, Stadtfesten, Clubs, Hallen und sonstigen Veranstaltungen im gesamten deutschsprachigen Raum auf. Bislang spielte die Band mehr als 2000 Konzerte.
Von Beginn an übernahmen sie die Songs von Die Ärzte und Die Toten Hosen, die zu diesem Zeitpunkt und teilweise bis heute eine starke Konkurrenz verbindet, sowohl untereinander als auch unter den Fans. Dabei nehmen sie auch Songs ins Programm, die von den Hauptbands nicht mehr gespielt werden, wie Männer sind Schweine und Elke von Die Ärzte, da es ihnen ein Anliegen sei auch die Geschichte der jeweiligen Bands abzubilden.
Bei diversen Künstlern wie In Extremo oder Peter Maffay etc. standen die Toten Ärzte auf der Bühne. Unter anderem spielte die Band vor dem Brandenburger Tor, in der Motorsport Arena Oschersleben, am Sachsenring und am Nürburgring. Außerdem war die Band auf zahlreichen Festivals zu sehen, unter anderem dem Schweizer Rock the Ring, dem Open Air Rotenkirchen und dem Monsters of CoverFestival. Gebucht wird die Band auch für Stadt - und Volksfeste wie das Kassler Stadtfest, den Hamburger Hafengeburtstag, dem Maschseefest, die Motorradsternfahrt Kulmbach (2016) und die Maiwoche Osnabrück.
Ihr bislang größter Auftritt fand vor dem Brandenburger Tor vor etwa 130.000 Besuchern statt.
Neben zahlreichen Liveauftritten veröffentlichten Die Toten Ärzte auch ein Album namens Eine für alle mit eigenen Songs beim Label PEER Music International: auf dem 2008 erschienenen Album Eine für alle ist u. a. das Lied St. Pauli – Die Hymne zu finden, das gemeinsam mit Spielern des FC St. Pauli eingespielt wurde. Dieses war bereits 2006 als Single erschienen und wird häufig bei Heimspielen des FC St. Pauli eingesetzt. Das zweite Album Jey Rocks – Ganz schön bunt erschien 2012 als Eigenproduktion.

## Diskografie

### Alben
- 2008: Eine für alle (Peer Music Publishing)
- 2012: Jey Rocks – Ganz schön bunt (Eigenproduktion)

### Singles
- 2006: St. Pauli – Die Hymne (Peer Music)